# Lansoprazol
Lansoprazol (INN) is een geneesmiddel uit de groep van de protonpompremmers, die de hoeveelheid maagzuur verminderen.
Lansoprazol is op voorschrift verkrijgbaar onder de merknaam Prezal (Sanofi-Aventis) of (als generiek geneesmiddel) Lansoprazole of Lanzatol. In de Verenigde Staten wordt het verkocht als Prevacid (TAP Pharmaceutical Products). In andere delen van de wereld zijn nog andere merknamen in gebruik.
Lansoprazol wordt gebruikt voor de behandeling van maag- en darmzweren (inclusief die welke door het gebruik van NSAID's worden veroorzaakt), oesofageale reflux, het syndroom van Zollinger-Ellison en infecties door Helicobacter pylori (in combinatie met antibiotica).